# Топаколо Штреземанна
Топаколо Штреземанна (лат. Merulaxis stresemanni) — очень редкая птица из семейства топаколовых, находящаяся под угрозой исчезновения. Эндемик Бразилии. Обитает в тропических и субтропических лесах. Названа, очевидно, в честь Эрвина Штреземанна.

## Описание
Птица среднего размера с длинным хвостом и характерной щетиной на лбу. Имеет длину 20 см. Самец — сланцевато-серый с тёмно-рыжевато-каштановым надхвостьем. Самка — коричневая сверху, с тёмным хвостом, и ярко-коричневая снизу.
Питается насекомыми.
Первым известным гнездом был туннель, длина которого оценивалась в 1,8 м.

## Охранный статус
Известно о менее чем 15-ти особях. Птица присутствует в бразильском заповеднике Mata do Passarinho Reserve. МСОП присвоил виду статус CR.